# TSG Markkleeberg
Die TSG Markkleeberg, offiziell Turn- und Sportgemeinschaft Markkleeberg von 1903 e. V., ist ein Sportverein aus Markkleeberg im Landkreis Leipzig. Zu DDR-Zeiten erlangte der Verein, als die Fußballmannschaft zwischen 1982 und 1990 in der DDR-Liga unter den Namen TSG Chemie Markkleeberg und TSG Markkleeberg spielte, Bekanntheit und nach der Wende durch die Männer-Volleyballmannschaft, welche in der Saison 2016/17 in der Dritten Liga spielte, sowie durch die Frauen-Volleyballmannschaft, welche zwischen 2022 und 2024 in der Dritten Liga spielte, zur Saison 2024/25 in die 2. Bundesliga Süd und zur Saison 2025/26 in die 2. Bundesliga Pro aufstieg. Beide Volleyballmannschaften traten bzw. treten überregional unter den Namen Neuseenland-Volleys Markkleeberg an. Seit dem Aufstieg in die 2. Bundesliga ist die Frauen-Volleyballmannschaft in den Neuseenland-Volleys Markkleeberg e. V. ausgelagert.

## Geschichte
Durch die wirtschaftlichen Veränderungen im Gefolge der politischen Wende von 1989 mussten sich die bisherigen Betriebsgemeinschaften nach dem bundesdeutschen Vereinsrecht neu organisieren. Am 17. Juli 1990 wurde bei einer Vollversammlung die „Umgründung“ unter dem Namen Turn- und Sportgemeinschaft Markkleeberg von 1903 e. V. beschlossen und in das Vereinsregister wurde der Verein am 18. September 1990 eingetragen. Damit berief man sich auf die Vorkriegsgeschichte des 1903 gegründeten VfL Gautzsch. Im Dezember 1991 trat der Verein dem Landessportbund Sachsen bei.
Alle Sektionen außer der Sektion Fußball stimmten im Vorhinein der Umgründung zu und blieben den Verein enthalten. Die Abteilung Fußball ging ihren eigenen Weg und verließen den Verein am 30. Juni 1990. Am selben Tag gründete die Abteilung den 1. FC Markkleeberg. Obwohl die Abteilung Turnen zuerst der Umgründung zugestimmt hat, entschied sie sich Ende 1990 dazu, aus der TSG Markkleeberg auszuscheiden und einen eigenen Verein zu gründen. Am 4. Oktober 1990 wurde von der Abteilung Turnen der Turnverein Markkleeberg von 1871 gegründet.

## Abteilung Fußball

### Geschichte

#### 1968–1982: Anfangsjahre
Nach vielen Jahren in der Kreisliga Leipzig-Land gelang in der Saison 1970/71 der Aufstieg in die Bezirksklasse Leipzig, die nach Umstrukturierungen im DDR-Fußball inzwischen zur 4. Liga aufgewertet worden war. Bis 1977 kam es in der Bezirksklasse zu den Derbys zwischen der TSG Chemie Markkleeberg und der BSG Medizin Markkleeberg. Während die BSG Medizin nach der Saison 1976/77 in die Kreisklasse absteigen musste, gelang der TSG Chemie der Aufstieg in die drittklassige Bezirksliga Leipzig. In der Bezirksliga entwickelte sich die TSG Chemie schnell zu einer Spitzenmannschaft und nach zuvor drei zweiten Plätzen gewann die Mannschaft in der Saison 1981/82 die Bezirksmeisterschaft und qualifizierte sich damit für die zweitklassige DDR-Liga.

#### 1982–1984: Spielzeiten in der fünfgleisigen DDR-Liga
| Saison  | Liga     | Staffel   | Platz | Punkte | FDGB-Pokal         |
| ------- | -------- | --------- | ----- | ------ | ------------------ |
| 1982/83 | DDR-Liga | Staffel C | 6     | 20:24  | nicht qualifiziert |
| 1983/84 | DDR-Liga | Staffel C | 5     | 25:19  | 1. Hauptrunde      |

Die TSG Chemie wurde in die Staffel C eingeordnet und erreichte in der Saison 1982/83 als bester Aufsteiger den sechsten Platz. In der Liga trafen die Markkleeberger auf den Rivalen BSG Chemie Leipzig; die beiden Derbys gingen verloren.
In der zweiten Saison bestätigte die Mannschaft die Leistung aus der letzten Saison und sicherte sich mit dem fünften Platz den Verbleib in der DDR-Liga. In dieser Saison trafen die Markkleeberger auf die Lokalrivalen BSG Chemie Böhlen und BSG Stahl Nordwest Leipzig. Während man im Heimspiel unentschieden spielte, verlor die Mannschaft aus Markkleeberg das Auswärtsspiel gegen Chemie Böhlen. Im Hinspiel gegen Stahl Nordwest Leipzig siegte die TSG Chemie und das Auswärtsspiel endete mit einem Unentschieden.

#### 1984–1990: Spielzeiten in der zweigleisigen DDR-Liga
| Saison  | Liga     | Staffel   | Platz | Punkte | FDGB-Pokal    |
| ------- | -------- | --------- | ----- | ------ | ------------- |
| 1984/85 | DDR-Liga | Staffel B | 08    | 33:35  | 2. Hauptrunde |
| 1985/86 | DDR-Liga | Staffel B | 13    | 31:37  | 1. Hauptrunde |
| 1986/87 | DDR-Liga | Staffel B | 10    | 32:36  | 1. Hauptrunde |
| 1987/88 | DDR-Liga | Staffel B | 08    | 35:33  | 1. Hauptrunde |
| 1988/89 | DDR-Liga | Staffel B | 08    | 34:34  | 1. Hauptrunde |
| 1989/90 | DDR-Liga | Staffel B | 17    | 27:41  | 1. Hauptrunde |

Nach der Saison 1983/84 wurde die DDR-Liga reformiert und aus einer fünfgleisigen zu einer zweigleisigen Liga verändert. Die TSG Chemie Markkleeberg wurde in die Staffel B einsortiert, und in der ersten Saison belegte man den achten Platz. In der Liga standen wieder Derbys gegen die BSG Chemie Böhlen an. Wie in der letzten Saison endete das Heimspiel mit einem Unentschieden und im Auswärtsspiel verloren die Markkleeberger gegen die Böhlener.
In der darauffolgenden Saison konnte die Mannschaft die Leistung aus der letzten Saison nicht ganz bestätigen und belegte am Saisonende den 13. Platz. Im FDGB-Pokal konnte die TSG Chemie ihr bestes Ergebnis erreichen. In der ersten Hauptrunde setzten sich die Markkleeberger mit 1:0 gegen die BSG Rotation Berlin durch und trafen in der 2. Hauptrunde auf den damaligen Erstligisten 1. FC Lokomotive Leipzig. Das Spiel verlor man mit 2:0 und schied aus dem FDGB-Pokal aus.
In der Saison 1986/87 belegten sie den 10. Platz, und auch in dieser Saison kam es zu den Derbys gegen die BSG Chemie Böhlen. Nachdem sie in dem Heimspiel gegen Böhlen verloren hatten, spielten sie im Auswärtsspiel unentschieden.
In der Saison 1987/88 erreichte die Mannschaft aus Markkleeberg erneut den achten Platz und landete das erste Mal vor den Rivalen aus Böhlen. Das Heimspiel endete unentschieden und das Auswärtsspiel gewannen die Böhlener. In dieser Saison trafen die Markkleeberger wieder auf den Rivalen BSG Chemie Leipzig, und beide Spiele gegen diese Mannschaft gingen verloren.
In der darauffolgenden Saison bestätigte die TSG ihre Leistung aus der Vorsaison und belegte erneut den achten Platz. Während die Spiele gegen den Rivalen BSG Chemie Leipzig erneut verloren gingen, konnte die TSG Markkleeberg erstmals beide Duelle gegen die BSG Chemie Böhlen gewinnen.
In der Saison 1989/1990 belegte die Mannschaft am Ende der Saison den 17. Platz. Obwohl die Platzierung den Abstieg bedeutet, musste die TSG trotzdem nicht absteigen. Dafür stiegen neben dem Tabellenletzten BSG Union Mühlhausen die BSG Aufbau dkk Krumhermersdorf, der MSV Eisleben und die BSG Chemie Buna Schkopau ab.

### Bekannte Spieler
| - Wolfgang Altmann - Gunter Amler - Wolfgang Behla - Thomas Dennstedt - Lutz Eichhorn - Peter Englisch - Wilfried Erler - Joachim Fritsche | - Volker Großmann - Wolfgang Lischke - Lutz Moldt - René Müller - Joachim Niklasch - Gunter Sekora - Uwe Trommer - Steffen Ziffert |

### Stadion
Die Fußballabteilung trug ihre Heimspiele auf dem Sportplatz „An der Lauer“ aus. 1989 musste dieser Sportplatz dem Braunkohletagebau weichen. Er befand sich ungefähr dort, wo sich heutzutage der Nordstrand des Cospudener Sees befindet.  Als neues Stadion der TSG Markkleeberg diente der Zentralsportpark Markkleeberg, der 2006 in Sportpark „Camillo Ugi“ umbenannt wurde – nach dem ehemaligen deutschen Meister und Nationalspieler Camillo Ugi. 

## Abteilung Volleyball

### Männer
Zur Saison 2005/06 stieg die Männer-Mannschaft in die Regionalliga auf und wurde in die Staffel Ost einsortiert. In der Saison 2008/09 verpasste die TSG Markkleeberg mit dem zweiten Platz hinter der zweiten Mannschaft des VC Dresden den Aufstieg in die 2. Bundesliga. Den zweiten Platz belegten die Markkleeberger erneut in der Saison 2012/13 hinter dem 1. VSV Jena 90. Mit 15 Siegen und drei Niederlagen sicherte sich die Männermannschaft in der Saison 2015/16 den ersten Platz in der Regionalliga und schaffte somit als Meister der Staffel Ost den Aufstieg in die Dritte Liga Ost.
Hier trat sie nicht unter dem Namen TSG Markkleeberg, sondern als Neuseenland-Volleys Markkleeberg an. In der Saison belegten die Markkleeberger den neunten Platz und stiegen ab, weil das Teilnehmerfeld von zwölf auf neun Mannschaften reduziert wurde. Den direkten Wiederaufstieg verpassten die Neuseenland-Volleys als Vizemeister hinter dem 1. VSV Jena 90. Nachdem die Mannschaft bereits in der Saison 2018/19 mit dem siebten Platz nur einen Platz in der unteren Tabellenhälfte belegt hatte, konnten die Neuseenland-Volleys Markkleeberg die durch die COVID-19-Pandemie abgebrochene Saison nur auf dem neunten und damit letzten Platz beenden und stiegen in der Folge in die Sachsenliga ab.

### Frauen
Zur Saison 2018/19 wechselten die Volleyballerinnen der ersten Mannschaft des SV Einheit Borna, welche in der Regionalliga Ost spielen, geschlossen zur TSG Markkleeberg. Der TSG Markkleeberg bekam vom SV Einheit Borna das Spielrecht für die Regionalliga Ost übertragen. Dort tritt die Mannschaft, wie die Männer auch, unter dem Namen Neuseenland-Volleys Markkleeberg an. In der Saison 2021/22, welche auf Grund der COVID-19-Pandemie nur in einer Einfachrunde ausgetragen wurde, sicherte sich die Mannschaft ungeschlagen den Meistertitel in der Regionalliga Ost und stieg in die Dritte Liga Ost auf. In der Saison 2022/23 konnte die Mannschaft als Aufsteiger einen guten fünften Platz belegen. Zudem konnte sich die Mannschaft über den Regionalpokal Ost für den DVV-Pokal 2022/23 qualifizieren. Dort traf man in der Qualifikations-Runde in der heimischen Dreifelderhalle Markkleeberg auf den Zweitligisten SV Karlsruhe-Beiertheim, welchen man mit 1:3 unterlag. In der Saison 2023/24 sicherte sich die Mannschaft mit 19 Siegen aus 20 Spielen den Meistertitel in der 3. Liga Ost und nahm die Möglichkeit des Aufstieges in die 2. Bundesliga wahr. Die Mannschaft aus Markkleeberg wurde dort in die Südstaffel einsortiert. Zur Saison 2025/26 stiegen die Frauen in die 2. Bundesliga Pro auf.
Mit dem Aufstieg ging die Gründung vom Neuseenland-Volleys Markkleeberg e. V. einher, in welchen die Bundesliga-Mannschaft zur besseren Professionalisierung und zum Schutz des Gesamtvereins ausgelagert wurde. Die weiteren Volleyballmannschaften sind von der Gründung des neuen Vereins nicht betroffen.